# Gottfried Strauß
Gottfried Strauß (* 28. August 1641 in Wittenberg; † 3. Mai 1706 ebenda) war ein deutscher Rechtswissenschaftler und Universitätsprofessor sowie Hof- und Appellationsrat.

## Leben und Wirken
Der Sohn des Juristen und Amtsschössers Benedikt Strauß hatte nach seiner schulischen Ausbildung ein Studium der Rechtswissenschaften an der Universität Wittenberg begonnen und wechselte dann an die Universität Leipzig. Hier erlangte er im Jahre 1666 den Doktortitel beider Rechte. Anschließend erteilte Strauß zunächst jungen Adeligen Repetitorien, während er gleichzeitig auch praktischen Dienst in einer Anwaltspraxis versah.
Im Jahre 1672 wurde Gottfried Strauß an der Universität Leipzig zunächst zum außerordentlichen Professor der Rechte und im selben Jahr zum ordentlichen Professor der Institutionen ernannt. Mittlerweile zur Universität Wittenberg berufen übernahm Strauß dann 1685 den Lehrstuhl der Pandekten, wenig später die Lehrstühle des Codex und 1690 der Dekretalen. Inzwischen zum Ordinarius der Fakultät befördert, war er in den Sommersemestern der Jahre 1679, 1685, 1693 und 1701 jeweils als Rektor der Universität Wittenberg gewählt worden sowie insgesamt zwölfmal zum Leiter des Dekanats der juristischen Fakultät.
Zwischenzeitlich verliehen ihm im Jahre 1678 sowohl der Kurfürst von Sachsen, Johann Georg II., als auch der Fürst von Anhalt den Titel eines Hofrates. Darüber hinaus wurde er zum Beisitzer des Konsistoriums und des Schöffengerichts und zum Mitglied des obersten Gerichtshofes des Königreichs Polen ernannt. Doch bereits im Jahre 1706 verstarb Strauß nach kurzer und heftiger Krankheit. Auf Grund seiner Verdienste verglich ihn der Wittenberger Rektor Wilhelm Berger anlässlich der Trauerfeier am 9. Mai mit dem römischen Juristen Servius Sulpicius Rufus. Während seiner Tätigkeit lagen ihm vor allem die geistigen und materiellen Interessen der Hochschule am Herzen. Darüber hinaus schrieb Strauß eine größere Anzahl an Abhandlungen und Dissertationen, die allesamt im Universallexikon von Johann Heinrich Zedler aufgeführt sind.

## Familie
Gottfried Strauß, Sohn des kurfürstlichen Amtmanns in Wittenberg Benedikt Strauß, und seiner Frau Anna-Maria (geb. Schneider, verh. 1627, * 8. Oktober 1610 in Bitterfeld;), war zunächst seit 1674 mit Anna Martha Gumprecht (1657–1684), Tochter des Pastors Martin Gumprecht in Bautzen, verheiratet. Anschließend heiratete er 1685 Regina Sophia Leyser (1669–1692), Tochter des Rechtswissenschaftlers Wilhelm Leyser II., bevor er sich nach deren Tod 1693 in Dresden mit Johanna Barbara Börner (–1729), der Witwe des Wittenberger Rechtsprofessors Kaspar Ziegler und Tochter des Dresdner Syndikus und Juristen Georg Börner vermählte.

## Werke (Auswahl)
- Tractatio de civiliter mortuis: Von denjenigen, welche in denen Rechten denen Todten gleich geachtet werden. Frankfurt/Leipzig 1729. (Digitalisat)
- Dissertatio Iuridica. De Rei Vindicatione. (Resp. Christian Gaudich) Wilck, Wittenberg 1675. (Digitalisat)
- Ex Jure Publico De Contributionibus. (Resp. Gottfriedt Wagner) Haken, Wittenberg 1683. (Digitalisat)
- Disputatio juris feudalis de investitura abusiva. (Resp. Samuel Bosse) Borckard, Wittenberg 1685. (Digitalisat)
- Disputatio Inauguralis De Actionibus Feudi Nomine Competentibus. (Resp. Christian Schultze) Schrödter, Wittenberg 1689. (Digitalisat)
- De casu facienti nocivo disputatio. (Resp. Johannes Friderich Schwalb) Haken, Wittenberg 1704. (Digitalisat)